# صوفيا بوتلة
صوفيا بوتلة (بالفرنسية: Sofia Boutella)‏ هي راقصة وممثلة وعازفة جزائرية من مواليد 3 أبريل 1982 في باب الوادي. والدها هو الملحن صافي بوتلة. إشتهرت بشكل أساسي برقص الهيب هوب ورقص الشوارع، كما عُرفت بظهورها في إعلانات نايكي النسائية.

## النشأة
ولدت صوفيا في مدينة باب الوادي بالجزائر العاصمة. والدها هو الملحن صافي بوتلة وأمها مهندسة معمارية. بدأت تعلم الرقص الكلاسيكي في سن الخامسة، وفي سن العاشرة غادرت الجزائر مع عائلتها وإنتقلت إلى فرنسا، حيث بدأت تعلم الجمباز الإيقاعي، وإنضمت للمنتخب الوطني الفرنسي في سن الثامنة عشر.

## أعمالها

### أفلام
| السنة | العنوان                      | العنوان                      | الدور                     | ملاحظات       |
| السنة | الأصلي                       | بالعربية                     | الدور                     | ملاحظات       |
| ----- | ---------------------------- | ---------------------------- | ------------------------- | ------------- |
| 2002  | Le Défi                      |                              | مايا                      | [ 5 ]         |
| 2005  | Permis D'Aimer               |                              | ليلا                      | [ 5 ]         |
| 2006  | Azur et Asmar                | أزور وأسمر                   | الجنية السحرية            | صوت           |
| 2012  | StreetDance 2                |                              | إيفا                      | [ 7 ]         |
| 2014  | Monsters: Dark Continent     |                              | آرا                       | [ 8 ]         |
| 2015  | Kingsman: The Secret Service | كينغزمان: الاستخبارات السرية | غازيل                     | [ 9 ]         |
| 2016  | Star Trek Beyond             | ستار تريك بيوند              | جايلاه                    | [ 10 ] [ 11 ] |
| 2016  | Tiger Raid                   |                              | شادا                      |               |
| 2016  | Jet Trash                    |                              | فيكس                      |               |
| 2017  | The Mummy                    | المومياء                     | الأميرة آمانيت / المومياء |               |
| 2017  | Atomic Blonde                | الشقراء الذرية               | دلفين                     |               |

## وصلات خارجية
- صوفيا بوتلة على موقع IMDb (الإنجليزية)
- صوفيا بوتلة على موقع ألو سيني (الفرنسية)
- صوفيا بوتلة على موقع تيرنر كلاسيك موفيز (الإنجليزية)
- صوفيا بوتلة على موقع أول موفي (الإنجليزية)
- صوفيا بوتلة على موقع بوكس أوفيس موجو (الإنجليزية)
- صوفيا بوتلة على موقع قاعدة بيانات الأفلام السويدية (السويدية)
- صوفيا بوتلة على موقع قاعدة بيانات الفيلم (الإنجليزية)
- صوفيا بوتلة على موقع كينوبويسك (الروسية)
- صوفيا بوتلة على قاعدة بيانات الأفلام على الإنترنت
- صوفيا بوتلة على تويتر.